# محاكي الجاذبية
محاكي الجاذبية (بالإنجليزية:  Gravity Simulator)‏ هو حاسوب عملاق جديد يضم أجهزة ومعدات جاذبية تستخدم تقنيات خاصة لحل معضلة جاذبية الجسم n (the n-body problem). يقع هذا الحاسوب في مركز النسبية الحسابية والجاذبية (CCRG) التابع معهد روشيستر للتكنولوجيا. كانت هذه الآلة جاهزةً للبدء في العمل في عام 2005.
يتكون الكمبيوتر من 32 عقدة، يحتوي كل منها على لوحة غريب A6 (GRAPE-6A board) في منفذ الملحقات الإضافية. تستخدم لوحات غريب (GRAPE) خطوط أنابيب لحساب القوى الزوجية بين الجزيئات بسرعة 130 جي فلوبس. قد تحتوي الذاكرة المدمجة لكل لوحة على بيانات عن 128000 جسيم، ومن خلال دمج 32 منها في مجموعة واحدة، فإننا نتمكن من دمج ما مجموعه أربعة ملايين جزيء بسرعات مستدامة تبلغ 4تي فلوبس.
يُستَخدَم محاكي الجاذبية لدراسة التطور الديناميكي للمجرات والنوى المجرية.